# زویی تامپسون
زویی تامپسون (انگلیسی: Zoe Thompson؛ زادهٔ ۱۶ سپتامبر ۱۹۸۳) بازیکن فوتبال اهل نیوزیلند است.
وی همچنین در تیم ملی فوتبال زنان نیوزیلند بازی کرده‌است.